# The Aeroplane Flies High
The Aeroplane Flies High är en samlingsbox med den amerikanska rockgruppen The Smashing Pumpkins, utgiven den 26 november 1996 på Virgin Records. Boxen innehåller fem cd-singlar och ett 44-sidigt häfte med bilder, texter samt diskografi. De fem skivorna är Bullet with Butterfly Wings, 1979, Thirty-Three, Zero och  Tonight, Tonight. 

## Om boxen
Samtliga singlar i denna box är även utgivna separat fast med annan låtlista och oftast med färre låtar på. I denna box (till skillnad från de separata singlarna) innehåller 1979-singeln två extra spår, Bullet with Butterfly Wings-singeln innehåller hela fyra extra spår i form av covers, Thirty-Three innehåller låtarna från båda singlarna (som ju gavs ut i två versioner) och detta gör även Tonight, Tonight. Zero däremot är med samma sju låtar som den separata Zero-EP:n.

## Innehåll
Alla låtar är skrivna av Billy Corgan om inget annat anges.
CD: Bullet with Butterfly Wings
1. Bullet with Butterfly Wings – 4:16
2. ...Said Sadly (James Iha) – 3:09
3. You're All I've Got Tonight (The Cars-cover) – 3:10
4. Clones (We're All) (Alice Cooper-cover) – 2:43
5. A Night Like This (The Cure-cover)  – 3:36
6. Destination Unknown (Missing Persons-cover) – 4:14
7. Dreaming (Blondie-cover) – 5:11

CD: 1979
1. 1979 – 4:28
2. Ugly – 2:52
3. Believe (James Iha) – 3:04
4. Cherry – 4:02
5. The Boy (James Iha) – 3:15
6. Set The Ray to Jerry – 4:10

CD: Zero
1. Zero – 2:39
2. God – 3:09
3. Mouths of Babes – 3:46
4. Tribute to Johnny (Billy Corgan/James Iha) – 2:34
5. Marquis in Spades – 3:17
6. Pennies – 2:28
7. Pastichio Medley – 23:00

CD: Tonight, Tonight
1. Tonight, Tonight – 4:15
2. Meladori Magpie – 2:41
3. Rotten Apples – 3:02
4. Medellia of the Gray Skies – 2:30
5. Jupiter's Lament – 3:11
6. Blank – 2:54
7. Tonite Reprise – 2:40

CD: Thirty-Three
1. Thirty-Three – 4:10
2. The Last Song – 3:55
3. The Aeroplane Flies High (Turns Left, Looks Right) – 8:31
4. Transformer – 3:25
5. The Bells (James Iha) – 2:17
6. My Blue Heaven (Whiting/Donaldson) – 3:20

## Övrigt
- Tonite Reprise är även med på 3-lp versionen Mellon Collie and the Infinite Sadness.
- Gitarrsolot på The Last Song spelas av Billy Corgans pappa, Bill Corgan Sr.
- Pastichio Medley är ett 23-minuter långt instrumentalt ihopklipp av 73 demolåtar från inspelningen av Mellon Collie and the Infinite Sadness.
- På ...Said Sadly sjunger James Iha tillsammans med Nina Gordon från Veruca Salt.
- D'arcy Wretzky sjunger på Dreaming.